# BrowserChoice.eu
وبگاه BrowserChoice.eu در مارس ۲۰۱۰ توسط مایکروسافت و پس از تصمیم در مورد پرونده کمیسیون اروپا در برابر مایکروسافت که در جهت قانون رقابت بود ایجاد شد. این وب‌گاه به کاربران مایکروسافت ویندوز ساکن در منطقه اروپا پیشنهاد می‌دهد که با توجه به نیازهایشان چه مرورگر وبی برای استفاده‌های روزمرهٔ آن‌ها از اینترنت بهتر است.